# Jan Keizer
Jan Keizer (Volendam, 1940. október 6. – 2024. november 18.) holland nemzetközi labdarúgó-játékvezető.

## Pályafutása

### Nemzeti játékvezetés
Középiskolai tanára, Arnold Muhren, egy alkalommal megkérte Jant, hogy segítsen mérkőzést vezetni az iskolai labdarúgó-tornán. A feladat annyira megtetszett neki, hogy jelentkezett játékvezetőnek. A játékvezetői vizsgát 1957-ben tette le. A küldési gyakorlat szerint rendszeres partbírói tevékenységet is végzett. 1965-ben lett az I. Liga játékvezetője. A nemzeti játékvezetéstől 1989-ben vonult vissza.

### Nemzetközi játékvezetés
A Holland labdarúgó-szövetség Játékvezető Bizottsága (JB) terjesztette fel nemzetközi játékvezetőnek, a Nemzetközi Labdarúgó-szövetség (FIFA) 1972-től tartotta nyilván bírói keretében. A FIFA JB központi nyelvei közül a németet és az angolt beszéli. Több válogatott és nemzetközi klubmérkőzést vezetett, vagy működő társának partbíróként segített. Az aktív nemzetközi játékvezetéstől 1989-ben búcsúzott. A holland nemzetközi játékvezetők rangsorában, a világbajnokság-Európa-bajnokság sorrendjében többedmagával a 2. helyet foglalja el 16 találkozó szolgálatával. Európai-kupamérkőzések irányítójaként az örök ranglistán a 41. helyet foglalja el 41 találkozó vezetésével. Nemzetközi mérkőzéseinek száma: 172. Válogatott mérkőzéseinek száma: 22.

#### Labdarúgó-világbajnokság

##### U20-as labdarúgó-világbajnokság
Mexikóban az 1983-as ifjúsági labdarúgó-világbajnokságon a FIFA JB játékvezetői feladatokkal foglalkoztatta.

###### 1983-as ifjúsági labdarúgó-világbajnokság
| Időpont          | Helyszín                       | Mérkőzés típusa              | Mérkőzés           | Eredmény | Nézők száma |
| ---------------- | ------------------------------ | ---------------------------- | ------------------ | -------- | ----------- |
| 1983. június 5.  | Azteca Stadion, Mexikóváros    | csoportmérkőzés (A. csoport) | Dél-Korea–Mexikó   | 2 : 1    | 71 198      |
| 1983. június 15. | Tecnológico Stadion, Monterrey | egyik elődöntő               | Dél-Korea–Brazília | 1 : 2    | 55 914      |

Három világbajnoki döntőhöz vezető úton Argentínába a XI., az 1978-as labdarúgó-világbajnokságra, Spanyolországba a XII., az 1982-es labdarúgó-világbajnokságra és Mexikóba a XIII., az 1986-os labdarúgó-világbajnokságra a FIFA JB játékvezetőként foglalkoztatta. A FIFA JB elvárása szerint, ha nem vezetett, akkor partbíróként tevékenykedett. Két csoportmérkőzésen tevékenykedett, az egyiken egyes számú besorolást kapott, játékvezetői sérülés esetén továbbvezethette volna a találkozót. Világbajnokságokon vezetett mérkőzéseinek száma: 2 + 2 (partbíró).

##### 1978-as labdarúgó-világbajnokság

###### Selejtező mérkőzés
| Időpont             | Helyszín                | Mérkőzés típusa                     | Mérkőzés             | Eredmény | Nézők száma |
| ------------------- | ----------------------- | ----------------------------------- | -------------------- | -------- | ----------- |
| 1977. augusztus 27. | Nemzeti Stadion, Sydney | Ázsia (AFC)/Óceánia (OFC) zónadöntő | Ausztrália–Dél-Korea | 2 : 1    |             |

##### 1982-es labdarúgó-világbajnokság

###### Selejtező mérkőzés
| Időpont            | Helyszín                 | Mérkőzés típusa           | Mérkőzés          | Eredmény | Nézők száma |
| ------------------ | ------------------------ | ------------------------- | ----------------- | -------- | ----------- |
| 1980. november 19. | Wembley Stadion, London  | előselejtező (4. csoport) | Anglia–Svájc      | 2 : 1    | 70 000      |
| 1981. november 18. | Dinamo Stadion, Tbiliszi | előselejtező (3. csoport) | Szovjetunió–Wales | 3 : 0    | 80 000      |

##### 1986-os labdarúgó-világbajnokság

###### Selejtező mérkőzés
| Időpont              | Helyszín                                | Mérkőzés típusa           | Mérkőzés             | Eredmény | Nézők száma |
| -------------------- | --------------------------------------- | ------------------------- | -------------------- | -------- | ----------- |
| 1984. szeptember 12. | Landsdowne Road Stadion, Dublin         | előselejtező (6. csoport) | Írország–Szovjetunió | 1 : 0    | 45 000      |
| 1985. április 30.    | Racecourse Ground Stadion, Wrexham      | előselejtező (7. csoport) | Wales–Spanyolország  | 3 : 0    | 23 494      |
| 1985. szeptember 10. | Ninian ParkStadion, Cardiff             | előselejtező (7. csoport) | Wales–Skócia         | 1 : 1    | 39 500      |
| 1985. november 16.   | Ernst Thälmann Stadion, Karl-Marx-Stadt | előselejtező (4. csoport) | NDK–Bulgária         | 2 : 1    | 32 000      |

###### Világbajnoki mérkőzés
| Időpont          | Helyszín                       | Mérkőzés típusa              | Mérkőzés              | Eredmény | Nézők száma |
| ---------------- | ------------------------------ | ---------------------------- | --------------------- | -------- | ----------- |
| 1986. június 5.  | Cuauhtemoc Stadion, Puebla     | csoportmérkőzés (A. csoport) | Argentína–Olaszország | 1 : 1    | 32 000      |
| 1986. június 18. | Corregidora Stadion, Queretaro | egyik nyolcaddöntő           | Dánia–Spanyolország   | 1 : 5    | 38 500      |

#### Labdarúgó-Európa-bajnokság
Három európai-labdarúgó torna döntőjéhez vezető úton Olaszországba a VI., az 1980-as labdarúgó-Európa-bajnokságra, Franciaországba a VII., az 1984-es labdarúgó-Európa-bajnokságra és Német Szövetségi Köztársaságba a VIII., az 1988-as labdarúgó-Európa-bajnokságra az UEFA JB játékvezetőként foglalkoztatta.

##### 1980-as labdarúgó-Európa-bajnokság

###### Selejtező mérkőzés
| Időpont            | Helyszín                        | Mérkőzés típusa           | Mérkőzés              | Eredmény | Nézők száma |
| ------------------ | ------------------------------- | ------------------------- | --------------------- | -------- | ----------- |
| 1978. november 15. | Luis Casanova Stadion, Valencia | előselejtező (3. csoport) | Spanyolország–Románia | 1 : 0    | 46 000      |
| 1979. október 17.  | Müngersdorfer Stadion, Köln     | előselejtező (7. csoport) | NSZK–Wales            | 5 : 1    | 61 000      |

##### 1984-es labdarúgó-Európa-bajnokság

###### Selejtező mérkőzés
| Időpont          | Helyszín               | Mérkőzés típusa           | Mérkőzés                  | Eredmény | Nézők száma |
| ---------------- | ---------------------- | ------------------------- | ------------------------- | -------- | ----------- |
| 1983. október 9. | Lenin Stadion, Moszkva | előselejtező (2. csoport) | Szovjetunió–Lengyelország | 2 : 0    | 72 500      |

###### Európa-bajnoki mérkőzés
| Időpont          | Helyszín                     | Mérkőzés típusa              | Mérkőzés     | Eredmény | Nézők száma |
| ---------------- | ---------------------------- | ---------------------------- | ------------ | -------- | ----------- |
| 1984. június 17. | Félix Bollaert Stadion, Lens | csoportmérkőzés (B. csoport) | NSZK–Románia | 2 : 1    | 31 803      |

##### 1988-as labdarúgó-Európa-bajnokság

###### Selejtező mérkőzés
| Időpont            | Helyszín                                 | Mérkőzés típusa           | Mérkőzés               | Eredmény | Nézők száma |
| ------------------ | ---------------------------------------- | ------------------------- | ---------------------- | -------- | ----------- |
| 1986. november 12. | Benito Villamarín Stadion, Sevilla       | előselejtező (1. csoport) | Spanyolország–Románia  | 1 : 0    | 41 884      |
| 1987. október 14.  | Lansdowne Road Stadion, Dublin           | előselejtező (7. csoport) | Ír–Bulgária            | 2 : 0    | 26 000      |
| 1987. december 5.  | Giuseppe Meazza San Siro Stadion, Milánó | előselejtező (2. csoport) | Olaszország–Portugália | 3 : 0    | 13 524      |

#### Olimpiai játékok
Az 1984. évi nyári olimpiai játékok labdarúgó tornájának találkozóin a FIFA JB bírói szolgálattal bízta meg. Az olimpiák történetében 11. európaiként és – Christiaan Groothoff és Johannes Mutters után – 3. hollandként a döntő találkozót vezethette.

##### 1984. évi nyári olimpiai játékok
| Időpont             | Helyszín                                      | Mérkőzés típusa              | Mérkőzés                   | Eredmény | Nézők száma |
| ------------------- | --------------------------------------------- | ---------------------------- | -------------------------- | -------- | ----------- |
| 1984. augusztus 2.  | Navy-Marine Corps Memorial Stadion, Annapolis | csoportmérkőzés (A. csoport) | Chile–Franciaország        | 1 : 1    | 28 114      |
| 1984. július 30.    | Navy-Marine Corps Memorial Stadion, Annapolis | csoportmérkőzés (B. csoport) | Jugoszlávia–Észak-Írország | 2 : 1    | 15 010      |
| 1984. augusztus 11. | Rose Bowl Stadion, Pasadena                   | döntő                        | Franciaország–Brazília     | 2 : 0    | 101 799     |

#### Nemzetközi kupamérkőzések
Vezetett kupadöntők száma: 1.

##### UEFA-kupa
| Időpont           | Helyszín                             | Mérkőzés típusa           | Mérkőzés                         | Eredmény | Nézők száma |
| ----------------- | ------------------------------------ | ------------------------- | -------------------------------- | -------- | ----------- |
| 1986. november 5. | ETO Park, Győr                       | előselejtező (2. forduló) | Győri ETO FC–Torino FC           | 1 – 1    |             |
| 1988. május 18.   | Ulrich-Haberland-Stadion, Leverkusen | döntő második találkozó   | Bayer 04 Leverkusen–RCD Espanyol | 3 : 0    | 22 000      |

#### A magyar labdarúgó-válogatott mérkőzései (1902–1929)
| Időpont             | Helyszín                      | Mérkőzés típusa              | Mérkőzés              | Eredmény | Nézők száma |
| ------------------- | ----------------------------- | ---------------------------- | --------------------- | -------- | ----------- |
| 1976. október 13.   | Práter Stadion, Bécs          | felkészülési (504. mérkőzés) | Ausztria–Magyarország | 2 – 4    | 40 000      |
| 1987. szeptember 9. | Hampden Park Stadion, Glasgow | felkészülési (614. mérkőzés) | Skócia–Magyarország   | 2 : 0    | 25 000      |

## Szakmai sikerek
2000-ben a nemzetközi játékvezetés hírnevének erősítése, hazájában 10 éve a legmagasabb Ligában (osztályban) folyamatosan tevékenykedő, eredményes pályafutása elismeréseként, a FIFA JB felterjesztésére az 1965-ben alapított International Referee Special Award címmel és oklevéllel tüntette ki.